# Северный край. Сибирская река
«Северный край. Сибирская река» — картина русского художника Аполлинария Михайловича Васнецова.
Васнецов написал «Северный край» по материалам поездок на Урал в 1899 году. Эта картина является завершением цикла монументально-эпических картин на темы Урала и Сибири, к которому относятся и полотна «Кама», «Тайга», «Озеро». В картине с большой высоты открывается панорама сибирских просторов с полноводной и величавой рекой, уходящей за горизонт. В её спокойных водах отражается и светло-голубое небо, и багрово-розовые закатные облака. Бесконечный лесной пейзаж предстаёт загадочным и таинственным. Художник использовал напряжённую цветовую гамму, передающую трепет природы в ожидании ночи. Тёмно-зелёные, серые, синие и ярко-розовые тона «Северного края» создают гармонию, завораживающую и приковывающую взгляд зрителя. В этой работе Васнецов предстаёт совершенно зрелым мастером с отчётливо сложившейся индивидуальностью.